# Citizen Fish
I Citizen Fish sono un gruppo ska punk britannico fondato a Bath nei primi anni novanta. Il gruppo è molto conosciuto per i suoi testi tipicamente DIY/anarcho punk, che trattano di politica e di temi molto seri, come l'anti-consumismo, il vegetarismo ed altri.
I componenti originali inizialmente erano Dick Lucas (voce), Jasper (basso), Trotsky (batteria) e Larry (chitarra). A seguito del loro primo album, Free Souls in a Trapped Environment, Larry lasciò il gruppo e venne sostituito da Phil, che, con Dick e Trotsky, precedentemente era stato membro dello storico gruppo anarcho punk britannico Subhumans. Jasper e Dick precedentemente avevano suonato insieme nel gruppo Culture Shock.

## Formazione
- Dick Lucas - voce
- Phil - chitarra
- Jasper - basso
- Trotsky - batteria

## Discografia
- 1990 - Free Souls in a Trapped Environment
- 1991 - Wider Than a Postcard
- 1993 - Flinch
- 1995 - Millennia Madness
- 1996 - Thirst
- 1998 - Active Ingredients
- 2000 - You Call This Music?! Volume 1 (raccolta)
- 2001 - Life Size